# Montdidier (Somme)
Montdidier é uma comuna do Somme, na França, 90 km ao norte de Paris.